# Sayri Tupac
Sayri Tupac (zm. w 1561) – król Inków (Sapa Inca) od 1544 do 1560 roku, drugi władca królestwa Vilcabamby, syn króla Manco Inki. Przywódca walk przeciwko hiszpańskim zdobywcom Imperium Inków. W 1558 r. zrezygnował z walki, opuścił Vilcabambę i przeniósł do Cuzco.